# Petalium knulli
Petalium knulli là một loài bọ cánh cứng thuộc họ Ptinidae.